# Doorheen de olijfbomen
Doorheen de olijfbomen (Perzisch: زیر درختان زیتون, Zir-e derakhtān zeytoun) is een Iraanse dramafilm uit 1994 onder regie van Abbas Kiarostami.

## Verhaal
Een regisseur is bezig met de voorbereidingen voor de film En het leven gaat door, die handelt over de gevolgen van een grote aardbeving. Er hebben zich verschillende vrouwen verzameld voor een rol in de film. De regisseur kiest een jonge vrouw om de rol te spelen van een bruid tijdens een bruiloft. De opnames van de film lopen echter niet zoals gepland.

## Rolverdeling
| Acteur                | Personage   |
| --------------------- | ----------- |
| Mohamad Ali Keshavarz | Regisseur   |
| Farhad Kheradmand     | Farhad      |
| Zarifeh Shiva         | Mevr. Shiva |
| Hossein Rezai         | Hossein     |
| Tahereh Ladanian      | Tahereh     |